# Hot (album d'Inna)
Pour les articles homonymes, voir Hot.
Albums de Inna
I Am the Club Rocker
(2011)
Singles
1. Hot
Sortie : 26 octobre 2008
2. Love
Sortie : 25 avril 2009
3. Déjà Vu
Sortie : 20 juin 2009
4. Amazing
Sortie : 6 août 2009
5. 10 Minutes
Sortie : 25 janvier 2010

Hot est le premier album de la chanteuse roumaine Inna sorti en 2009 en Europe et qui se classe parmi les meilleures ventes de l'année. À l'occasion des fêtes de fin d'année 2010, l'album a été réédité dans certains pays d'Europe sous le nom Very Hot, contenant notamment le single I Need You for Christmas!. Aussi, au mois de mars 2011, une troisième version de l'album est édité pour le marché français incluant le titre Sun Is Up, bien qu'initialement annoncé comme premier extrait du second album à venir.

## Liste des titres
| 1.  | Hot                        | 3:38 |
| 2.  | Love                       | 3:40 |
| 3.  | Nights & Days              | 3:23 |
| 4.  | Fever                      | 3:26 |
| 5.  | Left Right                 | 4:29 |
| 6.  | Amazing                    | 3:25 |
| 7.  | Don't Let The Music Die    | 3:36 |
| 8.  | On & On                    | 4:39 |
| 9.  | Ladies                     | 5:08 |
| 10. | Déjà Vu (feat. Bob Taylor) | 4:20 |
| 11. | On & On (Chillout Mix)     | 4:00 |

| 12. | 10 Minutes (Play & Win Radio Edit) | 3:19 |
| 13. | Hot (Play & Win Club Version)      | 5:03 |
| 14. | Hot (Malibu Breeze Remix)          | 6:52 |
| 15. | Love (Club Version)                | 5:01 |
| 16. | Love (DJ Andi Remix)               | 5:41 |
| 17. | 10 Minutes (Play & Win Club Remix) | 4:09 |

| 1.  | Hot                                | 3:40 |
| 2.  | 10 Minutes (Play & Win Radio Edit) | 3:19 |
| 3.  | Love                               | 3:40 |
| 4.  | Amazing                            | 3:29 |
| 5.  | Déjà Vu (feat. Bob Taylor)         | 4:24 |
| 6.  | Days Nights                        | 3:26 |
| 7.  | Fever                              | 3:24 |
| 8.  | Left Right                         | 4:43 |
| 9.  | Don't Let The Music Die            | 3:38 |
| 10. | On & On                            | 4:39 |
| 11. | Ladies                             | 5:11 |
| 12. | Hot (U.S. Radio Version)           | 3:46 |
| 13. | On & On (Chillout Mix)             | 4:02 |
| 14. | 10 Minutes (Play & Win Club Remix) | 4:09 |

| 1.  | Hot                        | 3:40 |
| 2.  | Déjà Vu (feat. Bob Taylor) | 4:24 |
| 3.  | Fever                      | 3:24 |
| 4.  | Love                       | 3:40 |
| 5.  | Amazing                    | 3:29 |
| 6.  | Don't Let The Music Die    | 3:38 |
| 7.  | 10 Minutes                 | 3:21 |
| 8.  | On & On                    | 4:39 |
| 9.  | Ladies                     | 5:11 |
| 10. | Left Right                 | 4:43 |
| 11. | Days Nights                | 3:26 |
| 12. | On & On (Chillout Mix)     | 4:02 |

| 1.  | Hot (Play & Win Radio Edit)                        | 3:39 |
| 2.  | Amazing                                            | 3:27 |
| 3.  | Love (Play & Win Radio Edit)                       | 3:38 |
| 4.  | Déjà Vu (feat. Bob Taylor - Play & Win Radio Edit) | 4:21 |
| 5.  | 10 Minutes                                         | 3:18 |
| 6.  | On & On (Chillout Mix)                             | 4:00 |
| 7.  | Days Nights                                        | 3:24 |
| 8.  | Fever                                              | 3:33 |
| 9.  | Don't Let The Music Die                            | 3:23 |
| 10. | Ladies                                             | 5:06 |
| 11. | Left Right                                         | 4:29 |
| 12. | Hot (Play & Win Club Version)                      | 5:03 |
| 13. | Amazing (Play & Win Club Version)                  | 4:30 |

| 1.  | Hot (Play & Win Radio Version)                     | 3:39 |
| 2.  | Amazing (Radio Edit)                               | 3:27 |
| 3.  | Love (Play & Win Radio Edit)                       | 3:38 |
| 4.  | Déjà Vu (feat. Bob Taylor - Play & Win Radio Edit) | 4:21 |
| 5.  | 10 Minutes                                         | 3:18 |
| 6.  | On & On (Chillout Mix)                             | 4:00 |
| 7.  | Days Nights                                        | 3:24 |
| 8.  | Fever                                              | 3:33 |
| 9.  | Don't Let The Music Die                            | 3:23 |
| 10. | Ladies                                             | 5:06 |
| 11. | Left Right                                         | 4:29 |
| 12. | I Need You for Christmas!                          | 2:45 |
| 13. | Hot (Daz Bailey Vocal Mix)                         | 7:26 |
| 14. | On & On (Original Album Version)                   | 4:39 |
| 15. | Love (Club Version)                                | 5:01 |

| 1.  | Sun Is Up (Play & Win Radio Edit)                    | 3:46 |
| 2.  | Hot (Play & Win Radio Edit)                          | 3:38 |
| 3.  | Amazing                                              | 3:28 |
| 4.  | 10 Minutes (Play & Win Radio Edit)                   | 3:20 |
| 5.  | Déjà Vu (feat. Bob Taylor - Play & Win Radio Edit)   | 4:23 |
| 6.  | Love (Play & Win Radio Edit)                         | 3:39 |
| 7.  | On & On (Chillout Mix)                               | 4:01 |
| 8.  | Days Night                                           | 3:27 |
| 9.  | Fever                                                | 3:26 |
| 10. | Don't Let the Music Die                              | 3:39 |
| 11. | Ladies                                               | 5:07 |
| 12. | Left Right                                           | 4:31 |
| 13. | I Need You for Christmas! (Play & Win Radio Version) | 2:44 |

| 1.  | Hot                        | 3:40 |
| 2.  | 10 Minutes                 | 3:19 |
| 3.  | Love                       | 3:40 |
| 4.  | Amazing                    | 3:29 |
| 5.  | Déjà Vu (feat. Bob Taylor) | 4:24 |
| 6.  | On & On                    | 4:39 |
| 7.  | Days Nights                | 3:26 |
| 8.  | Fever                      | 3:24 |
| 9.  | Left Right                 | 4:43 |
| 10. | Don't Let The Music Die    | 3:38 |
| 11. | Ladies                     | 5:11 |
| 12. | On & On (Chillout Mix)     | 4:02 |
| 13. | Un Momento (& Magan)       | 3:39 |

## Classements et certifications
| Classement (2009–2011)                      | Meilleure position |
| ------------------------------------------- | ------------------ |
| Belgique Classement album (Flandre)         | 37                 |
| Belgique Classement album (Wallonie)        | 14                 |
| République tchèque Classement album         | 7                  |
| Pays-Bas Classement album                   | 68                 |
| Europe Classement album Top 100             | 64                 |
| France Classement album                     | 9                  |
| Hongrie Classement album                    | 19                 |
| Mexique Classement album                    | 54                 |
| Pologne Classement album                    | 28                 |
| Portugal Classement album                   | 27                 |
| Russie Classement album                     | 16                 |
| Écosse Classement album                     | 39                 |
| Espagne Classement album                    | 77                 |
| Suisse Classement album                     | 57                 |
| Royaume-Uni Classement album                | 32                 |
| Royaume-Uni Classement album dance          | 1                  |
| Royaume-Uni Classement album téléchargement | 9                  |

| Pays                | Certification |
| ------------------- | ------------- |
| France SNEP         | Platine       |
| Pays-Bas MegaCharts | Or            |
| Roumanie            | Or            |

| Classement (2010)         | Position |
| ------------------------- | -------- |
| France SNEP               | 108*     |
| Roumanie Classement album | 8        |

| Classement              | Position |
| ----------------------- | -------- |
| France Classement album | 613      |

## Historique de sortie
| Pays                  | Date              | Label            |
| --------------------- | ----------------- | ---------------- |
| Pologne               | 4 août 2009       | Roton            |
| Russie                | 22 septembre 2009 | Roton            |
| République tchèque    | 22 février 2010   | Universal        |
| Roumanie              | Mars 2010         | Roton            |
| Pays-Bas              | Avril 2010        | Spinnin’ Records |
| France                | 12 juillet 2010   | Universal        |
| Belgique              | 12 juillet 2010   | Universal        |
| Portugal              | 12 juillet 2010   | Universal        |
| Autriche              | 12 juillet 2010   | Universal        |
| États-Unis            | 7 août 2010       | Ultra Records    |
| Suisse                | 10 septembre 2010 | Universal        |
| Espagne               | 28 septembre 2010 | Universal        |
| Allemagne             | 22 octobre 2010   | Universal        |
| Mexique               | 3 mars 2011       | Universal        |
| Royaume-Uni - Irlande | 5 juin 2011       | AATW             |